# 5063 Monteverdi
5063 Monteverdi (1989 CJ5) là một tiểu hành tinh vành đai chính được phát hiện ngày 2 tháng 2 năm 1989 bởi F. Borngen ở Tautenburg.